# Joseph Wasmer
Joseph Wasmer, né le 1er septembre 1910 à Mulhouse (Haut-Rhin) et mort le 13 avril 1995 à Mulhouse (Haut-Rhin), est un homme politique français.

## Détail des fonctions et des mandats
Mandats locaux
- 1946 - 1953 : Conseiller municipal de Mulhouse
- 1953 - 1959 : Premier adjoint au maire de Mulhouse
- 1945 - 1949 : Conseiller général du canton de Dannemarie
- 1951 - 1958 : Conseiller général du canton de Mulhouse-Sud
- 1958 - 1964 : Conseiller général du canton de Mulhouse-Sud
- 30 avril - 2 décembre 1958 : Président du Conseil général du Haut-Rhin

Mandats parlementaires
- 21 octobre 1945 - 10 juin 1946 : Député du Haut-Rhin
- 2 juin - 27 novembre 1946 : Député du Haut-Rhin
- 10 novembre 1946 - 4 juillet 1951 : Député du Haut-Rhin
- 17 juin 1951 - 1er décembre 1955 : Député du Haut-Rhin
- 2 janvier 1956 - 8 décembre 1958 : Député du Haut-Rhin